# یواس‌اس سولیوانز (دی‌دی‌جی-۶۸)
یواس‌اس سولیوانز (دی‌دی‌جی-۶۸) (به انگلیسی: USS The Sullivans (DDG-68)) یک کشتی است که طول آن ۵۰۵ فوت (۱۵۴ متر) می‌باشد. این کشتی در سال ۱۹۹۵ ساخته شد.